# Supercopa d'Europa de futbol 2007
La Supercopa d'Europa 2007 fou una competició de futbol que es va disputar entre l'AC Milan i el Sevilla FC el 31 d'agost de 2007 a l'Estadi Louis II de Mònaco. Per la seva banda, era la setena participació del Milan en aquesta competició.
La mort del jugador del Sevilla Antonio Puerta va provocar que es donés la possibilitat de cancel·lar el partit, però els jugadors van jugar-lo duent tots ells samarretes amb el nom "PUERTA" a l'esquena, sota el número.
El Milan va guanyar el partit per 3-1, amb gols de Filippo Inzaghi, Marek Jankulovski i del Millor jugador de la UEFA de l'any, Kaká. Els tres gols del Milan es van produir a la segona meitat després que Renato posés al Sevilla amb avantatge al minut 14. Aquesta és la cinquena vegada que el Milan guanya la Supercopa d'Europa.

## Detalls del partit
| AC Milan                                 | 3 – 1  | Sevilla FC |
| ---------------------------------------- | ------ | ---------- |
| Inzaghi 55' · Jankulovski 62' · Kaká 87' | (Acta) | Renato 14' |

 Estadi Louis II, Mònaco
| A.C. Milan | Sevilla |

| AC MILAN: |    |                   |    |     |
| |    |                   |    |     |
| POR | 1  | Dida              |    |     |
| DEF | 44 | Massimo Oddo      |    |     |
| DEF | 4  | Kakha Kaladze     |    |     |
| DEF | 13 | Alessandro Nesta  |    |     |
| DEF | 18 | Marek Jankulovski |    |     |
| MIG | 23 | Massimo Ambrosini |    |     |
| MIG | 8  | Gennaro Gattuso   | 6' | 73' |
| MIG | 21 | Andrea Pirlo      |    |     |
| MIG | 10 | Clarence Seedorf  |    | 89' |
| MIG | 22 | Kaká              |    |     |
| DAV | 9  | Filippo Inzaghi   |    | 88' |
| Substitutes: |    |                   |    |     |
| POR | 16 | Zeljko Kalac      |    |     |
| DEF | 2  | Cafu              |    |     |
| DEF | 19 | Giuseppe Favalli  |    |     |
| DEF | 25 | Daniele Bonera    |    |     |
| MIG | 5  | Emerson           |    | 73' |
| MIG | 32 | Cristian Brocchi  |    | 89' |
| DAV | 11 | Alberto Gilardino |    | 88' |
| Manager: |    |                   |    |     |
| Carlo Ancelotti Man of the Match: Andrea Pirlo (AC Milan) Àrbitre principal: Konrad Plautz Àrbitres assitents: Egon Bereuter Markus Mayr Quart àrbitre: Fritz Stuchlik |    |                   |    |     |

| SEVILLA:     |    |                    |     |     |
|              |    |                    |     |     |
| POR          | 1  | Andrés Palop       |     |     |
| DEF          | 4  | Daniel Alves       |     |     |
| DEF          | 18 | José Luis Martí    |     | 65' |
| DEF          | 14 | Julien Escudé      |     | 83' |
| DEF          | 3  | Ivica Dragutinovic |     |     |
| MIG          | 7  | Jesús Navas        |     |     |
| MIG          | 8  | Christian Poulsen  | 70' |     |
| MIG          | 11 | Renato             |     |     |
| MIG          | 5  | Duda               | 68' | 74' |
| MIG          | 21 | Seydou Keita       |     |     |
| DAV          | 12 | Frédéric Kanouté   |     |     |
| Substitutes: |    |                    |     |     |
| POR          | 13 | Morgan De Sanctis  |     |     |
| DEF          | 15 | Aquivaldo Mosquera |     |     |
| MIG          | 17 | Diego Capel        |     |     |
| MIG          | 25 | Enzo Maresca       |     | 74' |
| DAV          | 10 | Luís Fabiano       |     | 83' |
| DAV          | 20 | Tom De Mul         |     |     |
| DAV          | 9  | Aleksandr Kerjakov |     | 65' |
| Manager:     |    |                    |     |     |
| Juande Ramos |    |                    |     |     |

| Supercopa d'Europa 2007 |
| ----------------------- |
| Itàlia                  |
| AC Milan Cinquè títol   |